# Эрнандес, Кевин
Кевин Вансе Эрнандес Керконнелл (исп. Kevin Vance Hernández Kirkconnell; родился 21 декабря 1985 года в Гуанаха, Гондурас) — гондурасский футболист, вратарь. Выступал за сборную Гондураса. Участник Олимпийских игр в Пекине.

## Клубная карьера
Эрнандес начал карьеру в клубе «Виктория» из Ла-Сейбы. В 2006 году он помог команде завоевать серебряные медали Лиги Насьональ. 31 июля 2008 года в матче против «Платенсе» Эрнандес забил свой первый гол за команду. За пять сезонов в клубе Кевин сыграл более 150 матчей во всех турнирах. В том же году он перешёл в уругвайский «Белья Виста», а спустя полгода выступал в уругвайской Примере за «Сентраль Эспаньол».
В 2009 году Кевин вернулся на родину в «Реал Эспанья» и уже через год стал чемпионом страны, несмотря на то, что к тому времени не провёл на поле ни минуты. 16 августа 2012 года в матче против «Депортес Савио» он дебютировал за клуб. Спустя год Эрнандес уже в ранге основного вратаря во второй раз выиграл чемпионат.

## Международная карьера
23 мая 2008 года в товарищеском матче против сборной Белиза Эрнандес дебютировал за сборную Гондураса.
Летом того же года Кевин был включен в заявку национальной команды на поездку в Пекин на Олимпийские игры. На турнире он принял участие в матчах против команд Италии и Камеруна.
В 2013 году Эрнандес принял участие в розыгрыше Золотого кубка КОНКАКАФ. На турнире он сыграл в матче против сборных Тринидада и Тобаго.

## Достижения
Командные
 Реал Эспанья
- Чемпионат Гондураса по футболу — 2010
- Чемпионат Гондураса по футболу — 2013